# فراتون بارك
فراتون بارك (بالإنجليزية: Fratton Park)‏ هو ملعب كرة قدم في بورتسموث بإنجلترا. اُفتُتح عام 1898 ، يتسع الملعب إلى 21,100 متفرج.